# Las tres mitades de Ino Moxo y otros brujos de la amazonía
Las tres mitades de Ino Moxo y otros brujos de la amazonía es una novela del escritor peruano César Calvo publicada en 1981 a través de Proceso Editores en la ciudad de Iquitos. Es una obra estudiada dentro de la literatura amazónica peruana. Ha sido traducida al inglés e italiano.
La obra fue finalista del Premio Planeta de Novela en 1979.

## Argumento
La obra es un relato de viaje de las experiencias personales y espirituales del autor-protagonista, y su alter ego, para conocer al curandero don Manuel Córdova: Ino Moxo.
La novela está divida en cuatro partes. La primera parte transcurre en Iquitos, y la cercana isla Muyuy, sobre el río Amazonas. La segunda parte narra la travesía de los personajes desde Pucallpa hasta el hogar de Ino Moxo, en medio de la selva. La tercera parte describe el encuentro de los viajeros con Ino Moxo. La cuarta y última parte, titulada "El despertar", se relata la historia que tiene lugar en Iquitos.

## Personajes
Los personajes principales de la novela son:
- César Soriano, el narrador
- César Calvo, primo del narrador
- Iván, hermano de César Calvo
- Félix Insapillo, el guía
- Ino Moxo, el brujo

Dentro delos personajes secundarios se encuentran:
- Don Juan Tuesta
- Don Hildebrando
- Don Javier

## Ediciones y traducciones
En 1995 la editorial Peisa publicó una nueva edición en Lima.

### Publicaciones en otros idiomas
Al año siguiente de su publicación, en 1982 Angiolina Zuccconi y Luisa Pranzetti la tradujeron al italiano. Esta primera traducción la publicó Giangiacomo Feltrinelli Editore (1982) en Milán bajo el título de Le tre metà di Ino Moxo - e altri maghi verdi. En 1995, la obra fue traducida al inglés y publicada bajo el título de The three halves of Ino Moxo: teachings of the wizard of the upper Amazon en Rochester, Estados Unidos.

## Recepción
En la comunidad virtual de lectores Goodreads, ha obtenido una puntuación de 4,3 sobre 5 basada en 133 evaluaciones.